# Подберёзовик жестковатый
Подберёзовик жесткова́тый (лат. Léccinum duriúsculum) — гриб рода обабок (Leccinum) из семейства болетовые (Boletaceae). Съедобен.

## Названия
Научные синонимы:
- Boletus duriusculus Schulzer, 1874 basionym
- Krombholzia aurantiaca subsp. duriuscula (Schulzer) Maire, 1933
- Leccinum aurantiacum subsp. duriusculum (Schulzer) Vassilkov, 1956
- Leccinum nigellum Redeuilh, 1995

Русские синонимы: подберёзовик твердоватый, подберёзовик тополевый, обабок жестковатый.

## Описание
Шляпка 6—15 см диаметром, у молодых грибов полушаровидная, позже выпуклая, у зрелых грибов — подушковидная, иногда со слегка вдавленным центром. Кожица шляпки слегка опушённая или прижато-чешуйчатая, в зрелости — голая, гладкая и матовая, во влажную погоду слизистая; нависает над трубочками. Цвет шляпки крайне изменчивый — от бледного серо-коричневого с лёгким фиолетовым оттенком до охряно-, умброво- или красновато-коричневого; у молодых грибов — одного цвета с мякотью, позднее — заметно более тёмный.
Мякоть твёрдая, в шляпке и верхней части ножки белая, в основании ножки часто желтовато-зелёная; на изломе в шляпке розовеет или краснеет, на вершине ножки становится красновато-серой, в основании ножки зеленеет или синеет, позднее чернеет. Вкус приятный; запах слабый, грибной.
Трубочки 12—25 мм длиной, от приросших до почти свободных, беловатые, затем кремово-желтоватые или сероватые, при надавливании становятся оливково-коричневыми. Поры мелкие, 0,3—0,5 мм диаметром, округлые, беловатые, потом кремово-желтоватые.
Ножка 5—16 х 1—3,5 см толщиной, цилиндрическая или веретеновидная, у основания иногда заострённая, сплошная, в верхней части беловатая или кремовая, в нижней части буроватая, у основания синеватая; покрыта бурыми или черноватыми чешуйками, увеличивающимися к основанию, часто расположенными продольными рядами или валиками и иногда, особенно в верхней части ножки, сливающимися в сетчатый узор, резко контрастирующий с беловатой поверхностью ножки.

### Микроструктуры
Споровый порошок оливково-бурый, либо светло-охряный. Споры 13—17 х 5—7 мкм, эллипсоидные или эллипсоидно-веретеновидные, гладкие, сравнительно толстостенные, бледно-охряные.
Базидии 19—37 x 6.0—9.0 мкм, булавовидные, четырёхспоровые. Гимениальные цистиды 20—75 x 5,5—17 x 2,0—4,0 мкм, бутыльчатовидные, бесцветные или с коричневым внутриклеточным пигментом. Каулоцистиды 25—110 x 5,0—12 x 2,0—6,5 мкм, бутыльчатовидные или веретенообразные, тонко- или толстостенные, бесцветные или с коричневым внутриклеточным пигментом. Пряжки отсутствуют.

## Экология и распространение
Растет на почве в лиственных и смешанных лесах, образуя микоризу с осиной и тополями (особенно часто с Populus alba), одиночно или небольшими группами. Предпочитает известковые почвы, встречается также на песчаных почвах и суглинке. Встречается довольно редко с конца июля до середины ноября.

## Сходные виды
Сходен с другими видами подберёзовиков. Сходства с ядовитыми и несъедобными видами не имеет.

## Пищевые качества
Съедобный гриб, выгодно отличается от других подберёзовиков плотной мякотью, которая редко бывает червивой. Употребляется в свежем и сушёном виде; идёт на приготовление различных блюд.